# Кладотерії
Кладотерії (Cladotheria) — легіон ссавців, що включає вимерлих Dryolestoidea та сучасних затерій.

## Класифікація згідно з McKenna&Bell (1997)
- Клас ссавці (Mammalia)
  - Підклас Звіроподібні (Theriiformes)
    - Інфраклас Голотерії (Holotheria)
      - Надлегіон Трехнотерїї (Trechnotheria)
        - Легіон Кладотерії (Cladotheria)
          - †Butlerigale sp.
          - †Ausktribosphenidae
          - Підлегіон Dryolestoidea† (Dryolestoidea)
          - Підлегіон Затерії (Zatheria)

## Классификация по Wang, Clemens, Hu&Li (1998)
- Cladotheria
  - †Butlerigale
  - †Dryolestoidea
  - †Amphitheriida
    - †Amphitherium

  - Zatheria
    - †Arguitherium
    - †Arguimus
    - †Nanolestes
    - †Vincelestes
    - †Peramura
    - Tribosphenida